# JW홀딩스
JW홀딩스(JW Holdings)는 대한민국의 JW그룹의 지주회사이다. 본사는 경기도 과천시 과천대로7길 38에 위치해 있으며 대표이사는 이경하이다.

## 같이 보기
- JW중외제약

## 참고문헌
1. ↑  이경하 JW홀딩스 대표이사 회장, 비즈니스 포스트, 2023-07-05
2. ↑  JW홀딩스, 몽골에 종합영양수액 '위너프' 수출 개시, 히트뉴스, 2023.11.28